# Titia Brongersma
Titia Brongersma, född 1650, död efter 1687, var en nederländsk poet.  Hon är känd som upptäckaren av dösen i Borger i Drenthe.